# Парковка для женщин

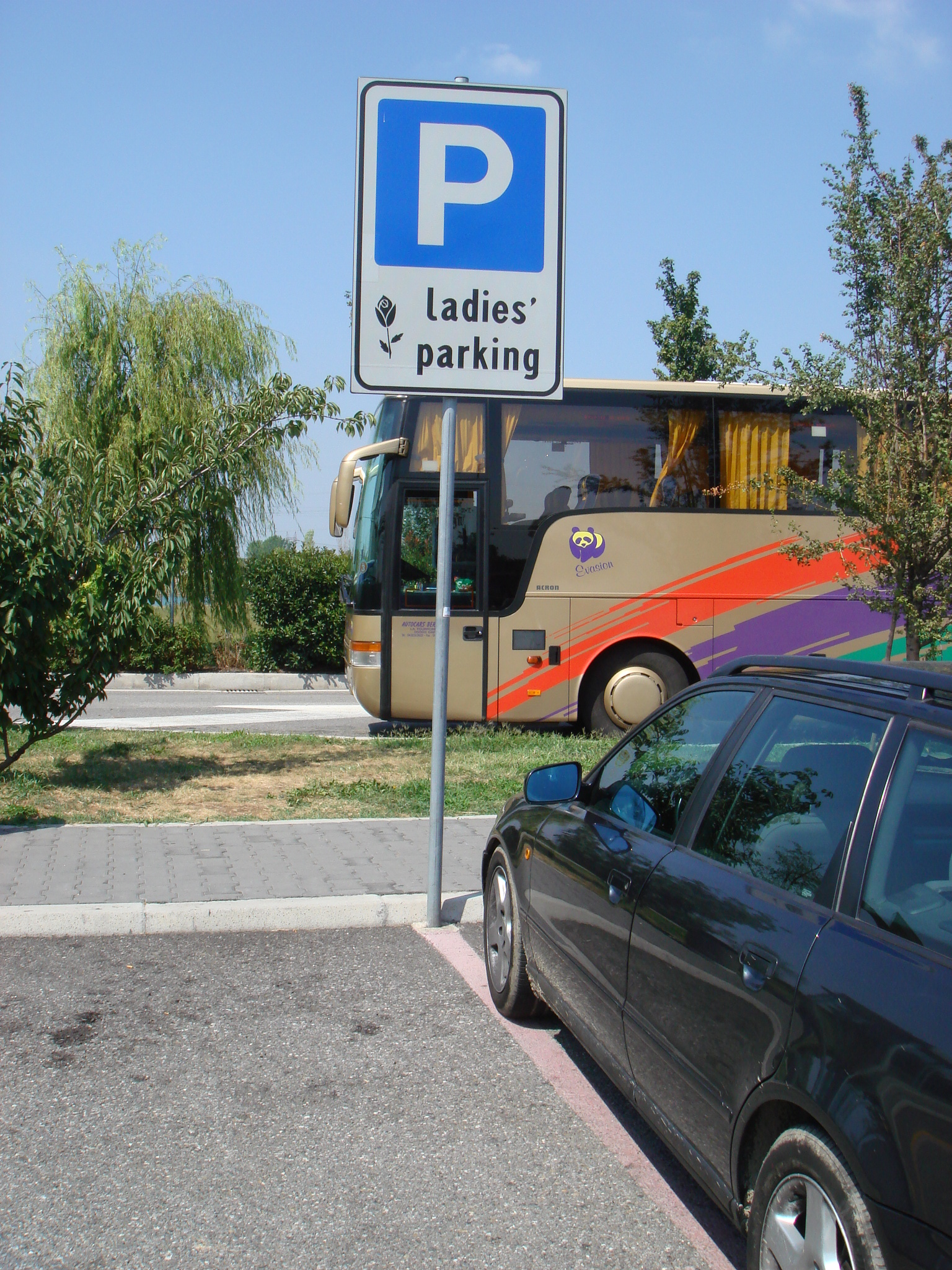
Парковочные места для женщин на площадке для отдыха в Италии

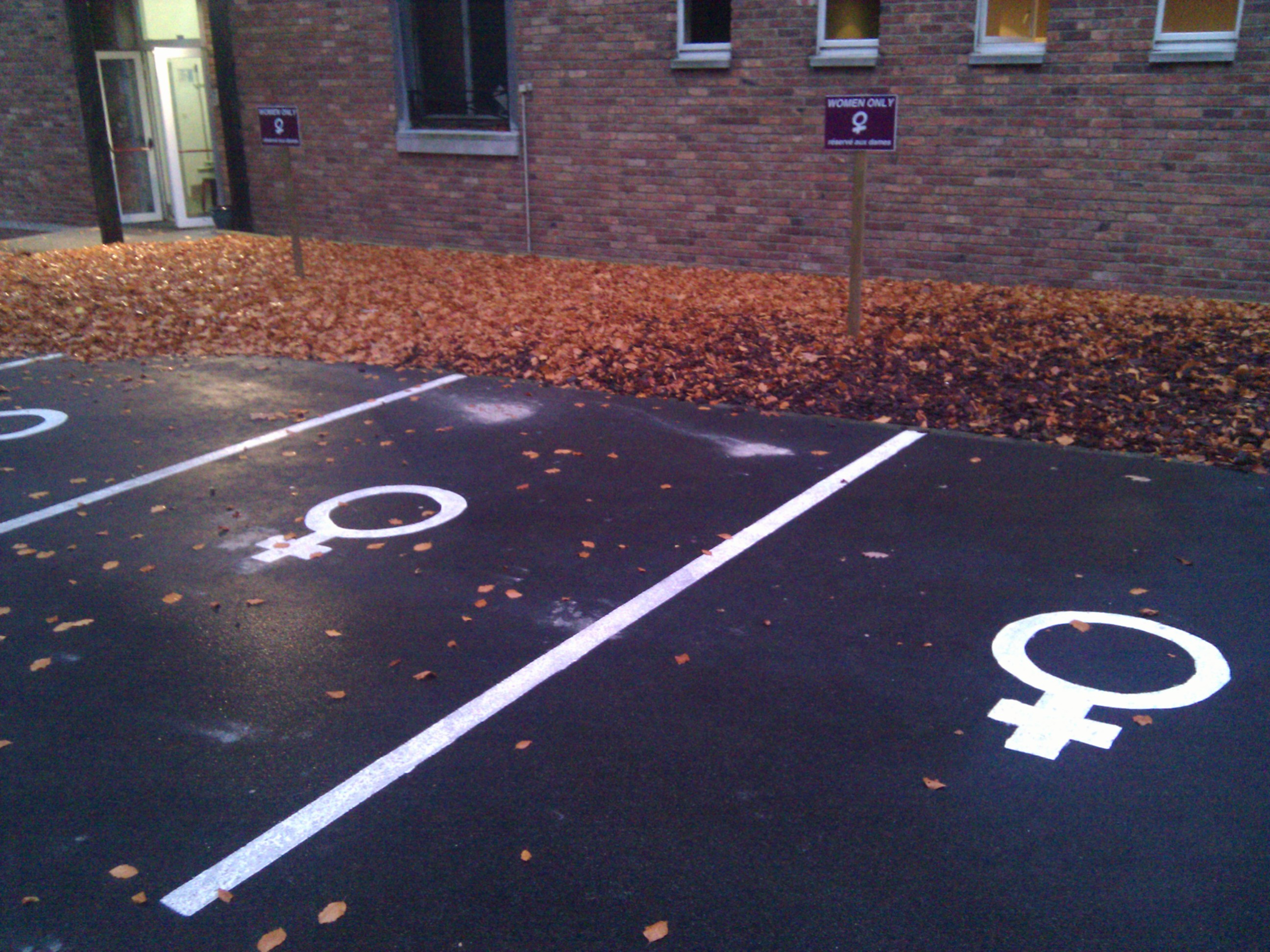
Парковочные места для женщин

Парковочные места для женщин — специально обозначенные парковочные места на стоянках и в гаражах, отведённые для парковки автомобилей, управляемых женщинами. Как правило, они расположены поблизости от выхода или въезда, чтобы повысить безопасность женщин на парковке, облегчить процесс парковки автомобиля, облегчить доступ в магазины или к месту работы.

## История

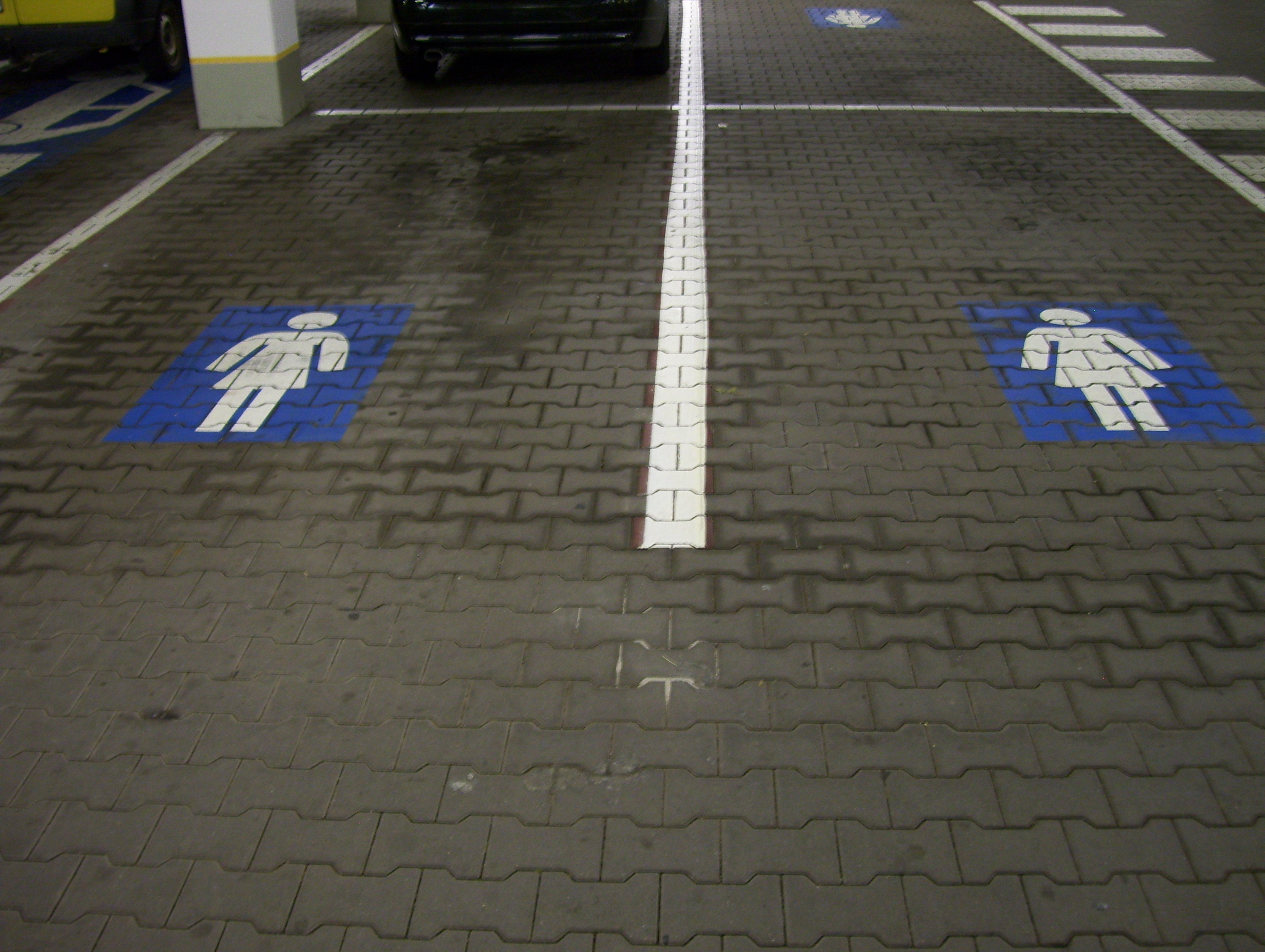
парковка для женщин в Германии

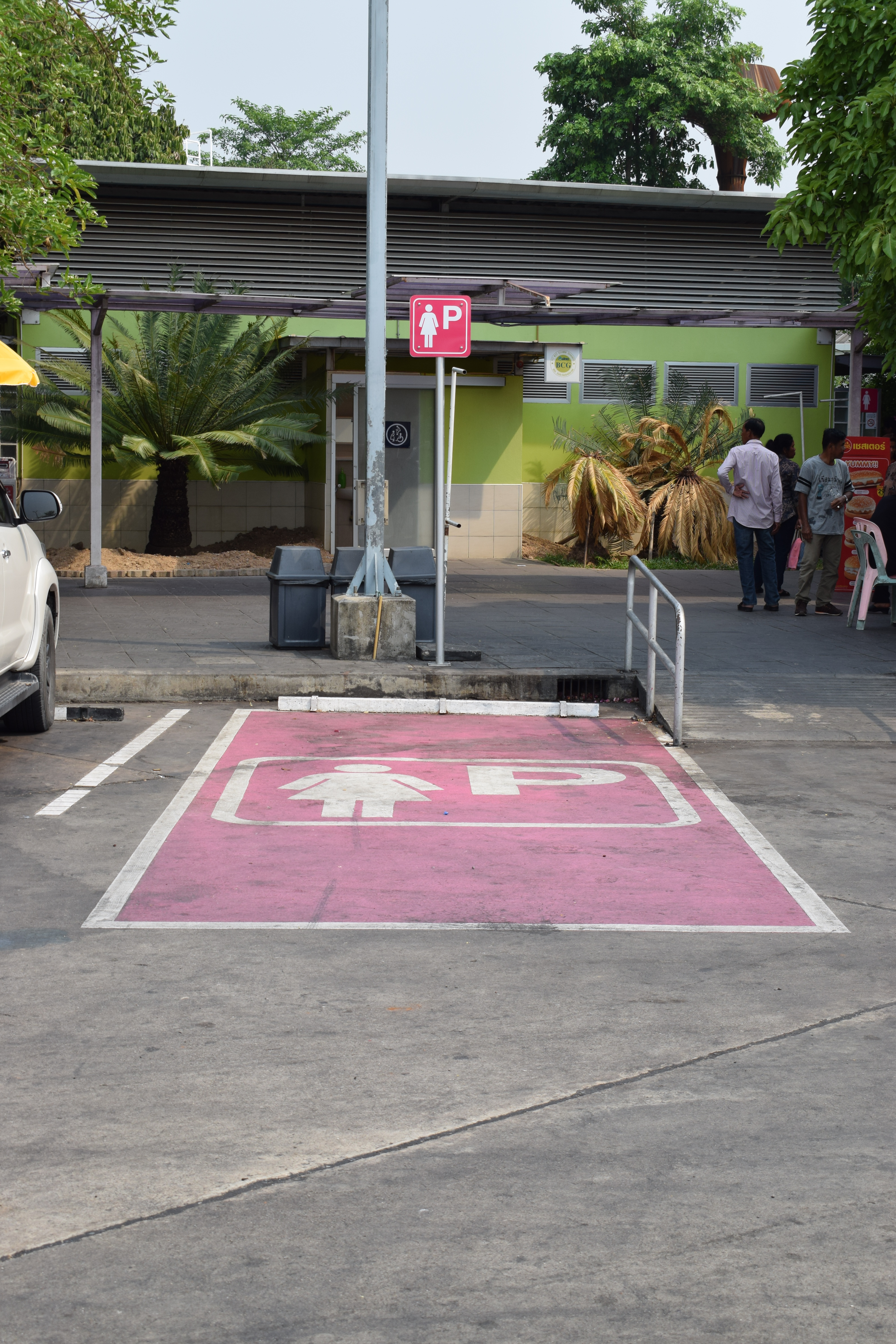
парковка для женщин в Таиланде

Парковочные места для женщин впервые появились в 1990 году в Германии, чтобы снизить риск сексуального насилия в отношении женщин. В крытых паркингах женщины не чувствовали себя в безопасности из-за недостатка освещения и безлюдности. По данным Бюро судебной статистики, в гаражах происходило 7,3 % тяжких преступлений. Вскоре в некоторых регионах Германии были приняты законы, согласно которым как минимум 30 % парковочных мест должны быть отведены для женщин. Нововведение подхватили и в других странах, в том числе в Корее и Китае.
Чтобы дать женщинам возможность чувствовать себя более защищёнными, владельцы автомобильных стоянок устраивали дополнительное освещение специальных парковочных мест, организовывали видеонаблюдение и помечали паркоместа, расположенные ближе к выходу, специальными знаками. Позднее парковочные места для женщин стали окрашивать в ярко-розовый цвет. Некоторые стоянки, в основном, принадлежащие торговым центрам и аэропортам, устраивали места для женщин более широкими, чтобы облегчить водительницам манёвры при парковке.

## Парковки для женщин в разных странах

### Германия

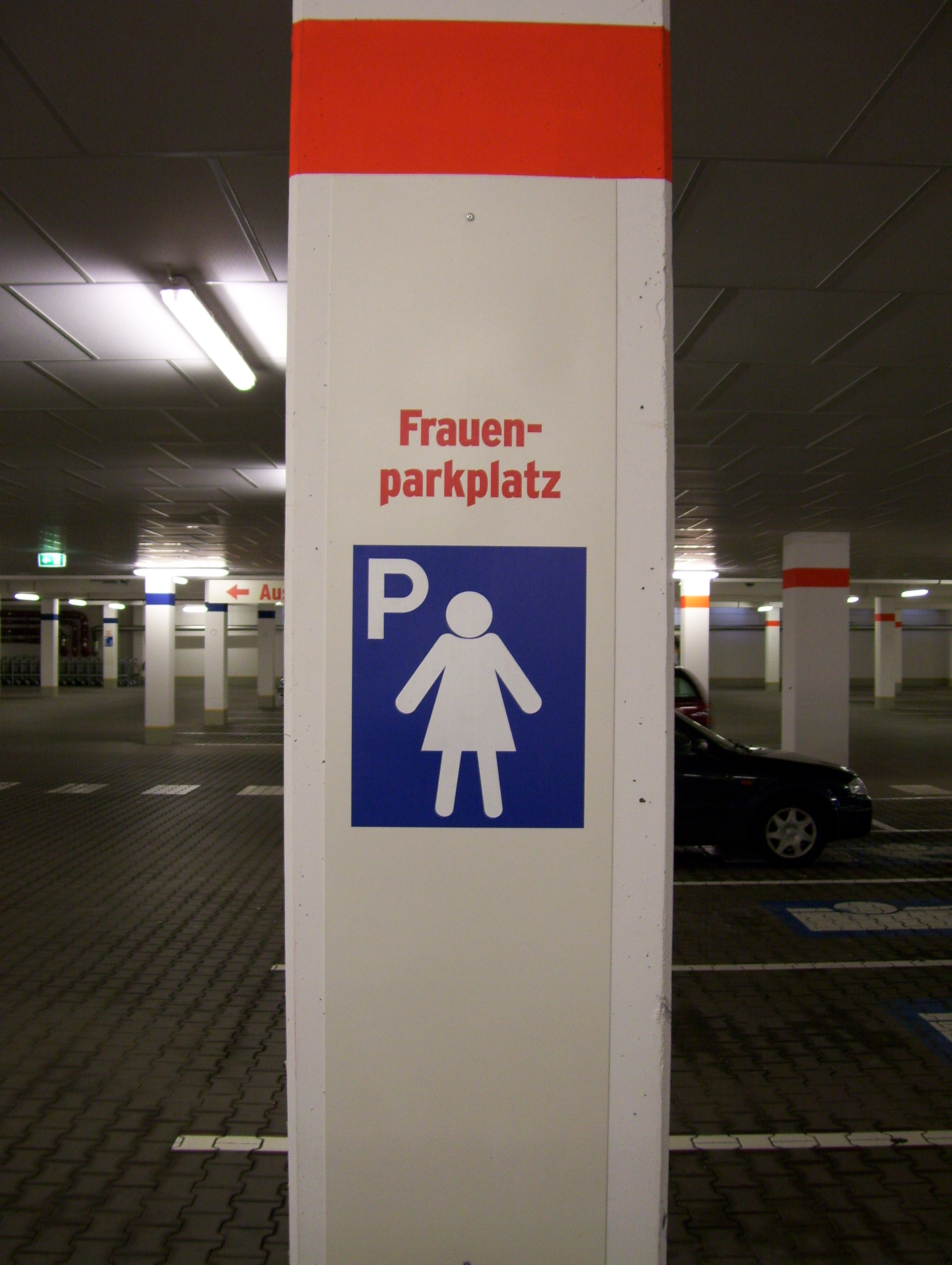

В отличие от парковочных мест для инвалидов, места для женщин не предусмотрены правилами дорожного движения в Германии (нем. Straßenverkehrsordnung) и поэтому имеются только на частных стоянках. Однако, если это не противоречит правилам дорожного движения, оператор стоянки вправе отвести специальные места для женщин.
В некоторых землях женские парковочные места предусмотрены требованиями к обустройству крытых стоянок. Например, правилами Северного Рейна-Вестфалии и Шлезвиг-Гольштейна определено, что парковочные места для женщин должны быть расположены рядом с входом и неподалёку от кнопки охранной сигнализации, находиться под контролем охранника и видеонаблюдением и иметь специальное обозначение.
В крупных гаражах Баден-Вюртемберга под женские парковочные места должно быть отведено не менее 10 % площади, а в Бранденбурге — не менее 30 % мест.

### Китай
В китайской провинции Хэбэй парковочные места для женщин организованы на стоянках торговых центров, они шире и обозначены другим цветом. По словам представителей торгового центра, это было сделано для упрощения женщинам парковки. В подземном гараже торгового центра Wonder Mall ширина паркомест для женщин на 80 см шире обычных и составляет от 3,2 до 3,3 метров, так что даже открытые двери автомобиля не касаются соседних машин. Эта мера призвана сократить количество повреждений автомобилей. Газета Global Times, ссылаясь на данные страховой компании, утверждает, что женщины-водители попадают в транспортные происшествия на парковках вдвое чаще, чем в других местах.

### Южная Корея
В 2009 году городские власти Сеула отвели 4929 парковочных мест, чтобы избавить женщин от необходимости идти слишком далеко на высоких каблуках.
Парковочные места для женщин были размечены розовой краской и помечены символом, традиционно применяемым для женских туалетов. По мнению корейской активистки, правительство не намеревалось унизить женщину, но хотело добавить «женственности» в городскую среду. По данным газеты The Korea Times (2014), мероприятия по формированию благоприятной для женщин городской среды в Сеуле заняли четыре года и стоили 700 миллионов долларов. Помимо создания парковочных мест для женщин и других объектов, программа включала организацию тысячи новых женских туалетов и шлифовку тротуаров, чтобы у женщин на высоких каблуках меньше уставали ноги.
Как и в Европе, парковочные места для женщин располагаются возле входов и выходов тёмных гаражей и стоянок. Утверждается, что создание благоприятной среды для женщин не ущемляет интересы мужчин, а повысит безопасность всех жителей.

### Индонезия
Некоторые торговые центры в Джакарте, Сурабае, Бандунге, и других городах имеют парковочные места для женщин.

## Оценки

### Эффективность защиты от насилия
Согласно исследованиям Гессенского государственного управления уголовного розыска, выделение парковочных мест для водителей-женщин является идеальным средством повышения чувства безопасности. Однако по статистическим данным, опубликованным немецкой полицией, нападения на женщин на парковках происходят не чаще, чем в других местах. В Гессене в 2003 году лишь одно из тысячи преступлений в гаражах имело сексуальный характер.
Согласно исследованиям Рут Беккер о зонах риска в городах, не существует чёткой связи между оценкой риска и фактической опасностью для женщин и мужчин. Женщины более подвержены опасности в близком окружении и дома, в то время как мужчины чаще становятся объектами нападения во внешнем мире. Беккер ссылается на книгу Элизабет Уилсон Sphinx in the City и утверждает, что женщины переоценивают опасность, грозящую им в городской среде. По её мнению, фокусировать заботу о безопасности женщин на общественных пространствах непродуктивно, по крайней мере, в Европе. Другой автор опасается своего рода обратного эффекта, поскольку демонстрация женщиной слабости может спровоцировать насилие.

### Критика нарушения гендерного равенства
Организация специальных парковок для женщин вызвала полемику о нарушении гендерного равенства. Женщины обижались, что владельцы стоянок считают их плохими водителями, раз выделяют более широкие парковочные места. Мужчины возмущались тем, что в дополнительной заботе нуждаются неопытные водители обоих полов, а экзамен на получение водительских прав одинаковый для всех.
В ответ на обвинения правительственные чиновники заявили, что парковочные места для женщин расположили поблизости от входа, чтобы не нужно было идти далеко с детьми. А более широкими они сделаны для того, чтобы женщинам было удобнее доставать из машины детей. Мужчины возражали, что коляски с детьми возят не только женщины.

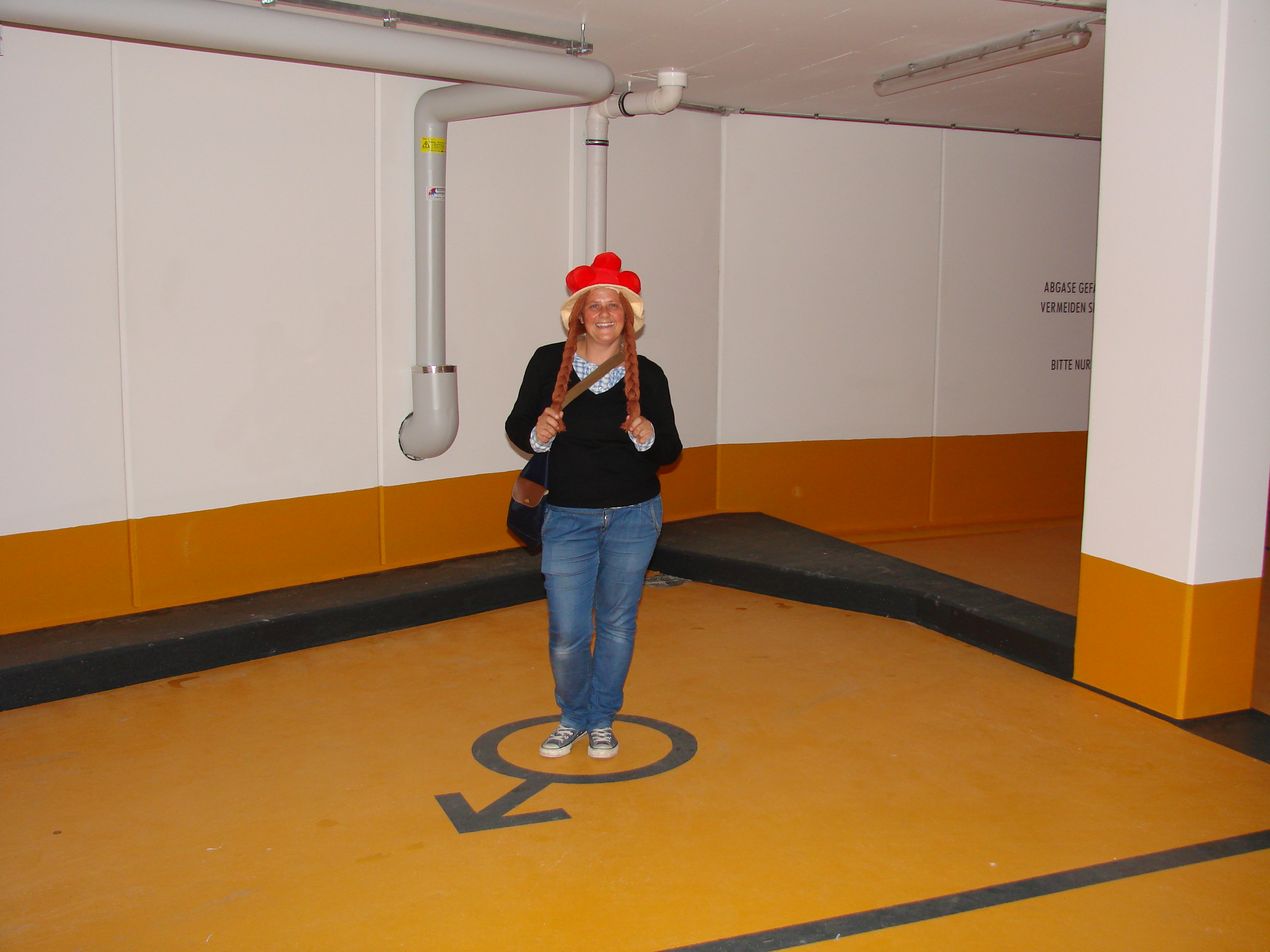
Паркоместо для мужчин в Триберге

В крытом паркинге в городке Триберг на юге Германии в 2012 году два парковочных места впервые в мире были обозначены символом Марса ♂ как места только для мужчин. Причиной стало расположение мест в глубине гаража у стены, парковка на эти площадки требовала гораздо более сложных манёвров, чем на другие места. Событие вызвало большой ажиотаж в СМИ. Назначение мест, парковка на которые требует более сложного манёвра и движения задним ходом, только для мужчин повлекло за собой обвинения в дискриминации женщин за якобы недостаточные навыки вождения.
Поскольку женщины становятся жертвами преступлений на сексуальной почве чаще, чем мужчины, Федеральное агентство по борьбе с дискриминацией на своём сайте выразило мнение, что создание специальных парковочных мест для женщин не нарушает Общий закон об Одинаковом Обращении (нем. AllgemeinesGleichbehandlungsgesetz, AGG).